# Пипало
Пипалото е гъвкав, подвижен, удължен анатомичен орган, присъстващ при някои видове животни, повечето от тях безгръбначни. Пипалата обикновено се срещат в една или повече двойки.

## Анатомия
Анатомично пипалата на животните работят главно като мускулни хидростати. Повечето форми на пипала се използват за хващане и хранене.
Някои морски охлюви и миди имат множество малки пипала около ръба на мантията.

## Функция
Много от пипалата са сетивни органи, които по различен начин възприемат докосване, зрение, мирис или вкус на определени храни или заплахи. Примери за такива пипала са очните издатъци на различни видове охлюви. Някои видове пипала имат както сензорни, така и манипулационни функции.